# アリエージョワ
アリエージョワ（英語：ariegeois）は、フランスのアリエージュ地方原産のセントハウンド犬種のひとつである。別名はアリエージュ・ハウンド（英語：ariege hound）。
名前はよく似るが、同国同地原産のアリエージュ・ポインターとは別の犬種である。

## 歴史
1912年にグラン・ブルー・ド・ガスコーニュ、グラン・ガスコン・サントジョワ、地元のセントハウンドなどを掛け合わせて作出された。
主にノウサギ、シカ、イノシシを狩るのに用いられた。単独もしくはパックでセントハント（嗅覚猟）を行い、吠えながら獲物の臭いを追跡する。獲物を発見しても自ら仕留めることはせず、主人に知らせて逃げないように噛み止めなどをして待機させる。主人がその場に到着すると獲物を猟銃で仕留めてもらい、狩猟は完了する。
人気はあったが、狩猟のメインとしていた大型の獲物の減少や第二次世界大戦の戦禍により絶滅の危機に立たされたこともあった。しかし愛好家の手により安全な国外に疎開が行われて難を逃れ、戦後再びフランスに集められて繁殖が開始され、頭数を回復することが出来た。
現在も大半はフランスのアリエージュで飼育されていて、実猟犬としてだけではなくペットやショードッグとしても飼育が行われている。FCIにも公認犬種として登録されているが、原産地以外ではほとんど飼育されていない希少種である。

## 特徴
筋肉質の引き締まった体つきをしていて、脚が長い。首もやや長めで、容姿は均等が取れている。耳は長めの垂れ耳、尾は長い先細りの垂れ尾。マズルの長さは普通で、のど下には若干デューラップというたるみがある。コートはスムースコートで、毛色は体の大半がホワイトであるが、頭部の特定部などにブラックと薄いタンのマーキングが入ったものなど。体高は雄52～58cm、雌50～56cmで、体重は雌雄ともに30kg前後の大型犬。性格は穏やかで優しく、陽気で友好的、愛情深い。猟犬種ではあるが自らの手で獲物を仕留める品種ではなく、犬種基準にも攻撃的でないことがこの犬種としての条件の一つであることが明記されている。家族に優しいだけでなく、家族が心を許す人や犬に対しても友好的に接することが出来る。しつけの飲み込みや状況判断力は普通である。足腰は非常に丈夫で、岩石の多い場所や起伏の激しい場所でも駆け回ることが出来る。家の中では温和で大人しいが、室外に出ると活発な一面も見せる。家庭犬としても飼育は可能だが、低くよく通る吠え
声を持ち、運動量が非常に多いため一般家庭での飼育にはあまり向いていない。かかりやすい病気は大型犬にありがちな股関節形成不全などがある。